# Radek Nečas
Radek Nečas, né le 18 juillet 1980, à Brno, au République tchèque, est un joueur tchèque de basket-ball. Il évolue au poste d'ailier.